# یواس‌اس نایفه (دی‌یی-۳۵۲)
یواس‌اس نایفه (دی‌یی-۳۵۲) (به انگلیسی: USS Naifeh (DE-352)) یک کشتی بود که طول آن ۳۰۶ فوت (۹۳ متر) بود. این کشتی در سال ۱۹۴۴ ساخته شد.